# San Nicolás el Grande
San Nicolás el Grande är en ort i Mexiko.   Den ligger i kommunen Tulancingo de Bravo och delstaten Hidalgo, i den sydöstra delen av landet, 100 km nordost om huvudstaden Mexico City. San Nicolás el Grande ligger 2 161 meter över havet och antalet invånare är 166.
Terrängen runt San Nicolás el Grande är kuperad söderut, men norrut är den platt. Runt San Nicolás el Grande är det tätbefolkat, med 476 invånare per kvadratkilometer. Närmaste större samhälle är Tulancingo, 4,0 km öster om San Nicolás el Grande. Omgivningarna runt San Nicolás el Grande är en mosaik av jordbruksmark och naturlig växtlighet.